# Maria Rajdl
Maria Rajdl (Viena, 13 de novembre de 1900 - Oslo, 1 de febrer de 1972) fou una cantant d'òpera en la tessitura de soprano, que va actuar a l'Òpera de l'Estat de Viena i al Festival de Salzburg.

## Biografia
Només es coneixen alguns detalls de la vida de Maria Rajdl. Se sap que va treballar a l'Òpera de l'Estat de Viena del 1920 al 1926, on va debutar en el paper principal de Madama Butterfly de Puccini. Al Haus am Ring de Viena va cantar nombrosos papers petits, mitjans i grans, com ara 19 vegades l'òpera Ariadne auf Naxos, 17 vegades Juliette de Die tote Stadt, 15 vegades la Susanne de Les noces de Fígaro, 12 vegades la Lauretta de Gianni Schicchi, 9 vegades la Marie de La núvia venuda i va interpretar 11 vegades Gretel en Hänsel und Gretel d'Engelbert Humperdinck. A més, ella va aparèixer en òperes de Peter Cornelius, Eugen d'Albert, Hans Pfitzner, Richard Wagner i Alexander von Zemlinsky. A París va cantar el 1924 els papers de Susanne i de Zerlina, en les òperes de Mozart amb llibret de Lorenzo Da Ponte. Kutsch i Riemens apunten a un "repertori variat" de la cantant al llibre Großes Sängerlexikon, que va anar des de Mozart fins a compositors contemporanis, incloent-hi papers d'autors alemanys, francesos, italians i eslaus. Rajdl va cantar papers tan variats com ara Frasquita i Judith, les figures principals de La núvia venuda de Smetana, Madama Butterfly de Puccini i Salome i Sophie de Strauss, i Eva a Die Meistersinger von Nürnberg de Wagner.
Al Festival de Salzburg de 1926 va cantar la Zerlina de Don Giovanni i Ariadne auf Naxos i el 1928 la Pamina de La flauta màgica. Durant la temporada 1926-27 es va dedicar al Teatre de la ciutat d'Hamburg i va ser fins al 1931 membre del elenc de la Semperoper de Dresden. Allí va interpretar el 6 de juny de 1928 el paper d'Aithra en l'estrena mundial de Die Ägyptische Helena d'Hugo von Hofmannsthal i Richard Strauss. El mateix any també va aparèixer a Dresden en l'estrena alemanya de l'òpera Sly de Giovacchino Forzano i Ermanno Wolf-Ferrari. Va cantar el paper de Dolly. Durant el seu compromís amb Dresden, la cantant també va acceptar diversos compromisos com a convidada en altres teatres: va tornar a l'Òpera de l'Estat de Viena el 1927 com Sophie en Der Rosenkavalier i el 1928 com Aithra a Die Ägyptische Helena. La temporada 1928-29, Rajdl també es va comprometre amb l'Òpera Municipal de Berlín. La temporada 1930-31 va ser convidada a l'Òpera de Chicago. En la temporada 1935-1936 va cantar diverses òperes al Gran Teatre del Liceu de Barcelona.
Rajdl es va casar amb el tenor noruec Karl Aagard Østvig (1889-1968), que va ser el primer tenor de l'Òpera de l'Estat de Viena del 1919 al 1926 i després va aparèixer convidar a teatres d'òpera de Budapest, Hamburg i Berlín. La parella va anar a Noruega el 1932. Ambdós van treballar com a professors de cant, Østvig també va actuar a l'Òpera d'Oslo. Després de l'ocupació de Noruega per la Wehrmacht alemanya, Østvig es va fer càrrec de la direcció de l'Òpera d'Oslo. En acabar l'ocupació alemanya va ser empresonat un temps com a col·laboracionista.
La parella va tenir una filla, Lillemarie Østvig, que va treballar principalment com a cantant concertista.

## Repertori (selecció)
| Bartók: - Judith en Herzog Blaubarts Burg Beethoven: - Marzelline en Fidelio Bizet: - Micaëla en Carmen Engelbert Humperdinck: - Gretel en Hänsel und Gretel Korngold: - Juliette en Die tote Stadt Meyerbeer - Urbain en Die Hugenotten Mozart: - Susanne en Le nozze di Figaro - Zerline en Don Giovanni - Pamina en Die Zauberflöte |  | Puccini: - Cio-Cio-San en Madama Butterfly - Georgette en Il tabarro - Lauretta en Gianni Schicchi Smetana: - Marie en La núvia venuda Johann Strauss II: - Felicita en Die Fledermaus Richard Strauss: - Margret en Feuersnot - Titelpartie en Salome - Schleppträgerin en Elektra - Sophie en Rosenkavalier - Komponist en Ariadne auf Naxos - Aithra en Die Ägyptischen Helena Wolf: - Frasquita en Der Corregidor |